# Noah Schnapp
Noah Cameron Schnapp (Scarsdale, 3 de outubro de 2004) é um ator norte-americano. Ele ganhou reconhecimento por interpretar Will Byers na série de terror de ficção científica da Netflix, Stranger Things. Seus papéis no cinema incluem Roger Donovan no drama histórico de Steven Spielberg Bridge of Spies (2015) e a voz de Charlie Brown na animação The Peanuts Movie (2015).

## Início de vida e educação
Schnapp nasceu na cidade de Scarsdale na cidade de Nova Iorque, filho de Mitchell e Karine Schnapp (nascida Perez), e foi criado em Scarsdale. Schnapp é judeu e teve seu Bar Mitzvah em Israel. Ele tem uma irmã gêmea. Ele possui cidadania americana e canadense. Seu pai é descendente de judeus russos, enquanto sua mãe é descendente de judeus marroquinos.
O desejo de Schnapp de atuar começou quando ele tinha cerca de cinco anos, depois de assistir à produção da Broadway de Annie. Ele atuou como ator em peças escolares e comunitárias. Quando ele tinha 8 anos, seu professor de atuação sugeriu que ele tentasse uma carreira profissional. Os pais de Schnapp o matricularam em um programa de atuação no Westchester's Star Kidz com o técnico Alyson Isbrandtsen, que logo o encaminhou para a MKS&D Talent Management para oportunidades de carreira.
Schnapp frequenta a Wharton School da Universidade da Pensilvânia, com especialização em empreendedorismo e inovação. Ele está programado para se formar em 2026.

## Carreira

### Atuando
A estreia de Schnapp como ator foi no filme vencedor do Oscar de 2015, Bridge of Spies, dirigido por Steven Spielberg. Ele interpretou Roger, filho do personagem James B. Donovan. Ao mesmo tempo, Schnapp dublou o personagem principal, Charlie Brown, no filme de animação The Peanuts Movie. Ele também dublou o personagem do videogame The Peanuts Movie: Snoopy's Grand Adventure.
Sua descoberta veio em julho de 2016, quando ele começou a estrelar como Will Byers na série de televisão de terror de ficção científica da ]]Netflix]], Stranger Things. Ele foi promovido a regular na segunda temporada da série, que estreou em 27 de outubro de 2017. Schnapp também estrelou filmes independentes como Abe (2019) e Waiting for Anya (2020). Ele apareceu no filme de comédia de Halloween de 2020 Hubie Halloween. Em abril de 2022, Schnapp se juntou ao elenco de The Tutor.

### Outros empreendimentos
Em 2019, lançou um canal no YouTube com seu próprio nome. Ativo por um ano e meio, ele criou principalmente vlogs e vídeos de estilo de vida. Em junho de 2022, o canal tinha 4,2 milhões de assinantes e ganhou 110 milhões de visualizações.
Em novembro de 2021, Schnapp lançou a To Be Honest (TBH), uma empresa de lanches com foco na sustentabilidade. Em novembro de 2022, Schnapp anunciou uma campanha de crowdfunding para este empreendimento na plataforma Republic que visava arrecadar um valor máximo de $ 1,235 milhão com um limite de avaliação de $ 15 milhões.

## Vida pessoal
Schnapp se assumiu gay publicamente em um vídeo postado em sua conta TikTok em 5 de janeiro de 2023. O vídeo o mostrava expressando alívio por sua família e amigos terem aceitado sua declaração, e ele brincou na legenda do vídeo "Acho que sou mais semelhante a Will [Byers] do que eu pensava", referindo-se ao seu personagem de Stranger Things também ser gay.

## Filmografia

### Filmes
| Ano  | Título                      | Função              | Notas        | Refs.  |
| ---- | --------------------------- | ------------------- | ------------ | ------ |
| 2015 | Bridge of Spies             | Roger Donovan       |              | [ 29 ] |
| 2015 | The Peanuts Movie           | Charlie Brown (voz) |              | [ 30 ] |
| 2018 | The Legend of Hallowaiian   | Kai (voz)           |              | [ 31 ] |
| 2018 | We Only Know So Much        | Otis Copeland       |              | [ 32 ] |
| 2020 | Abe                         | Abe                 |              | [ 33 ] |
| 2020 | Hubie Halloween             | Tommy               |              | [ 34 ] |
| 2020 | Waiting for Anya            | Jo                  |              | [ 35 ] |
| 2021 | Who Are You, Charlie Brown? | Ele mesmo           | Documentário | [ 36 ] |
| ASA  | The Tutor                   | TBA                 | Pós-produção |        |

### Televisão
| Ano           | Tpitulo         | Função        | Notas                                                                  | Refs.  |
| ------------- | --------------- | ------------- | ---------------------------------------------------------------------- | ------ |
| 2016–presente | Stranger Things | Will Byers    | Papel recorrente (temporada 1); papel principal (temporada 2-presente) |        |
| 2017          | Lip Sync Battle | Ele mesmo     | Episódio: "The Cast of Stranger Things"                                | [ 37 ] |
| 2018          | Liza on Demand  | Evan / Trevor | 2 episódios                                                            | [ 38 ] |
| 2021          | Stranger Sharks | Ele mesmo     | Especial de TV (Shark Week)                                            | [ 39 ] |

### Videoclipes
| Ano  | Título           | Artista             | Refs.  |
| ---- | ---------------- | ------------------- | ------ |
| 2016 | "LA Devotee"     | Panic! at the Disco | [ 40 ] |
| 2018 | "In My Feelings" | Drake               | [ 41 ] |
| 2020 | "See You"        | Johnny Orlando      | [ 42 ] |

## Prêmios e nomeações
| Prêmio                    | Ano  | Categoria                                                     | Trabalho        | Resultado | Ref.   |
| ------------------------- | ---- | ------------------------------------------------------------- | --------------- | --------- | ------ |
| MTV Movie & TV Awards     | 2018 | Best Frightened Performance                                   | Stranger Things | Venceu    | [ 43 ] |
| MTV Movie & TV Awards     | 2018 | Best On-Screen Team                                           | Stranger Things | Indicado  | [ 44 ] |
| People's Choice Awards    | 2022 | Male TV Star of 2022                                          | —               | Venceu    | [ 45 ] |
| Screen Actors Guild Award | 2017 | Outstanding Performance by an Ensemble in a Drama Series      | Stranger Things | Venceu    | [ 46 ] |
| Screen Actors Guild Award | 2018 | Outstanding Performance by an Ensemble in a Drama Series      | Stranger Things | Indicado  | [ 47 ] |
| Screen Actors Guild Award | 2020 | Outstanding Performance by an Ensemble in a Drama Series      | Stranger Things | Indicado  | [ 48 ] |
| Teen Choice Awards        | 2019 | Choice Summer TV Actor                                        | —               | Venceu    | [ 49 ] |
| Young Artist Awards       | 2017 | Best Performance in a Digital TV Series or Film – Young Actor | Stranger Things | Indicado  | [ 50 ] |